# Peek Freans

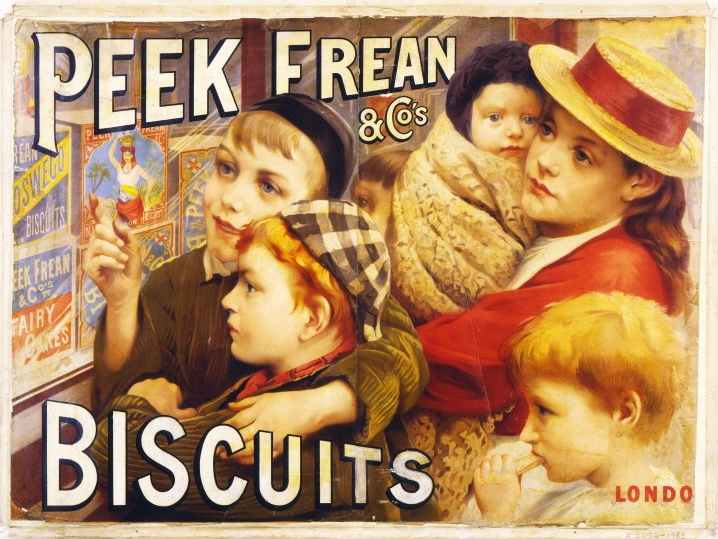
Werbung von Peek, Frean & Co's Biscuits London (1891)

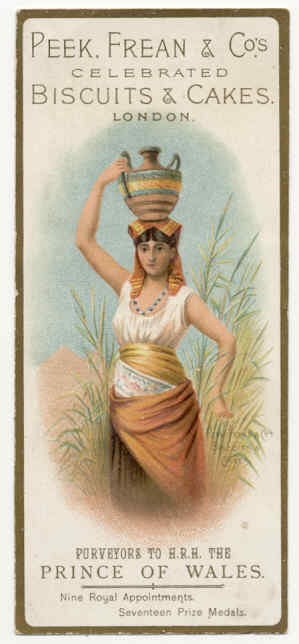
Altes Lesezeichen von Peek, Frean & Co mit Ägypterin und Krug

Peek Freans war ein englisches Keks- und Gebäckunternehmen aus Bermondsey in London. Der Hauptsitz befand sich an der Clements Road 100.

## Geschichte
Das Unternehmen wurde 1857 von James Peek und George Henderson Frean als Peek, Frean & Co. gegründet. Ab 1861 gingen die ersten Exporte nach Australien, später kamen Buenos Aires, Alexandria und Indien dazu. 1866 war die Fabrik in den Dockhead derart gewachsen, dass sie nach Bermondsey an die Clements Road 100 umzog, wo sie bis zur Schließung 1989 blieb. Peek Freans wurde einer der Hauptarbeitgeber der Umgebung, Bermondsey wurde deshalb auch allgemein als „Biscuit Town“ (Keksstadt) bekannt. Während des Deutsch-Französischen Krieges 1870 wurden 10 Millionen Kekse für die Marine hergestellt. Ab den 1870er Jahren wurden Kekse nach Ontario, Kanada exportiert. 1906 wurde der Dokumentarfilm A Visit to Peek Frean and Co.'s Biscuit Works über die Fabrik gedreht.
Das Unternehmen wurde mehrfach prämiert und Lieferant vieler europäischer Höfe, darunter königlich britischer sowie k.u.k. Hoflieferant.
1921 trat Peek Frean einem Fusionsabkommen mit dem konkurrierenden Kekshersteller Huntley & Palmers zur Schaffung einer Holding-Gesellschaft bei, bei der jedoch die jeweiligen Unternehmen weiterhin ihre eigenen Marken führen und Fabriken behielten.
1924 wurde die erste ausländische Fabrik in Dum Dum, Indien gegründet. Die Produktionsstätten expandierten später in den 1930er Jahren nach Bombay und Delhi. 1931 wurde die Tochtergesellschaft Peek Freans Pty., Ltd. in Australien gegründet. Nach dem Zweiten Weltkrieg nahm die Bäckerei am O’Connor Drive in East York, Ontario die Produktion auf. Die Verkaufszahlen stiegen um 15 %. In den 1940er Jahren stieg die Zahl der Mitarbeiter auf 4.000.
Das Unternehmen spielte eine Vorreiterrolle bei der medizinischen, zahnmedizinischen und der augenärztlichen Vorsorge der Mitarbeiter und förderte die Gründung von Leichtathletik-, Cricket-, Musik- und Theatervereinen. Zum Teil arbeiteten ganze Familiengenerationen bei Peek Freans. Mitarbeiterzeitschriften waren The Biscuit Box und Peek Freans Assorted.
Im Laufe der Geschichte wurde der Name des Unternehmens Anfang des 20. Jahrhunderts von Peek, Frean and Co in Peek Frean und dann in den 1970er Jahren zu Peek Freans geändert.
1969 fusionierte Peek Freans mit Huntley & Palmers und anderen Keksherstellern zur Associated Biscuit Manufacturers Ltd. Peek Freans und wurde später vom amerikanischen Unternehmen Nabisco übernommen.
Die Fabrik wurde im Mai 1989 nach über 120 Jahren von seinem damaligen Eigentümer Nabisco geschlossen, mit der Begründung, dass zu viele Produktionsstätten in England vorhanden waren. Nabisco in England wurde später Jacob’s Bakery, welches wiederum von Danone gekauft wurde. Peek Freans besteht nach wie vor als Marke von Kraft Foods in Kanada und in den U.S.A bis in die 1990er Jahre.
2005 eröffnete das Pumphouse Education Museum in Rotherhithe mit Hilfe von ehemaligen Angestellten und der finanziellen Unterstützung der National Lottery eine ständige Ausstellung über Peek Freans. Im gleichen Jahr wurde eine Blue Plaque an der ehemaligen Keksfabrik enthüllt. Die University of Reading besitzt ein umfangreiches Archiv über die Jahre 1831–1957.

## Produkte

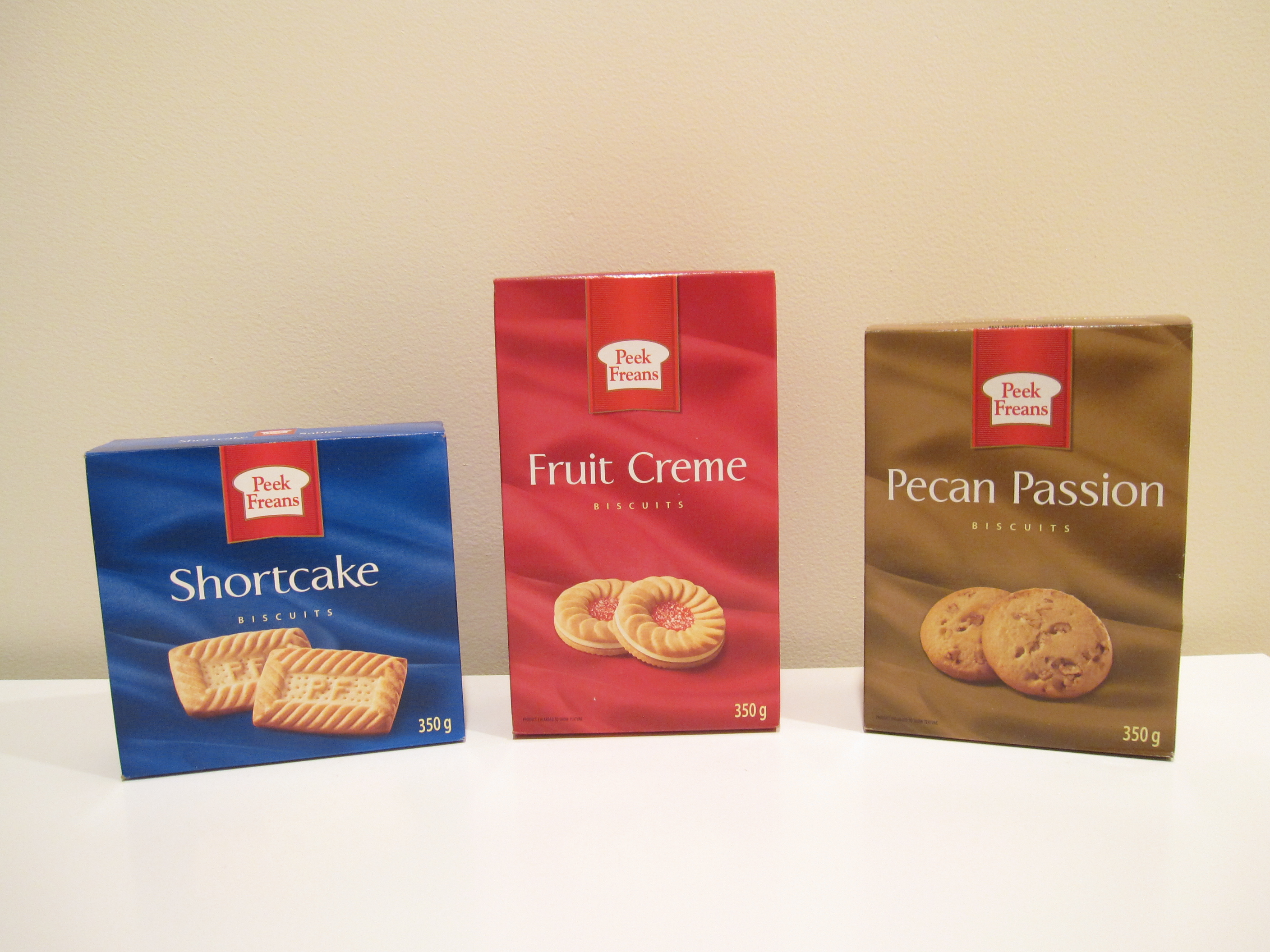
Peek Freans Kekse aus Kanada

Bekannte Produkte waren der 1861 eingeführte Garibaldi, 1874 Marie und 1899 der in Schokolade ummantelte Keks Chocolate Table eingeführt. 1902 brachten Peek Freans die sehr erfolgreichen, günstigen Butterkekse Pat-a-Cake auf den Markt. 1910 wurden die ersten Creme-Sandwich Kekse, bekannt als Bourbon, eingeführt. 1909 kam der Golden Puff, 1923 der Glaxo auf dem Markt. Mit der zunehmenden Beliebtheit von Cocktails wurden der Cheeselet und Twiglet in den 1930er Jahren eingeführt.
Bei der Hochzeit der Königin Elisabeth II. wurde die zwei Meter hohe Torte von Peek Freans hergestellt. Eine Kopie dieser Torte befindet sich im Pumphouse Educational Museum in Rotherhithe.